# Lysidice boholensis
Lysidice boholensis är en ringmaskart som beskrevs av Grube 1878. Lysidice boholensis ingår i släktet Lysidice och familjen Eunicidae. Inga underarter finns listade i Catalogue of Life.